# Kennedy Francis Burns
Pour les articles homonymes, voir Burns.
Kennedy Francis Burns (Thomastown, 8 janvier 1842 - Bathurst, 23 juin 1895) était un homme d’affaires et politicien canadien.

## Biographie
Burns naît à Thomastown (Irlande) le 8 janvier 1842, puis émigre en Nouvelle-Écosse. Il étudie alors à l'Université Saint Mary à Halifax ainsi qu'à Saint-Jean, au Nouveau-Brunswick.
Il commence à travailler comme employé dans un magasin général à Chatham en 1857, puis dans un autre magasin de la même compagnie à Bathurst. Il devient ensuite son propre patron en rachetant ce magasin en 1863. 
En 1874, il se lance dans l'industrie du bois en devenant propriétaire de scieries à Bathurst et Caraquet dont le bois d'œuvre est exporté en Grande-Bretagne.
Parallèlement, il investit dans le transport ferroviaire et devient en 1882 le président de la Caraquet Railway Company, qui relie Bathurst à la Péninsule acadienne. Une polémique apparaît alors car il s'avère que le tracé retenu pour cette liaison est fait pour avantager les scieries de Burns en passant à leur proximité, quitte à faire un détour.

## Carrière politique
Burns se lance en politique en 1874 quand il est élu à l'Assemblée législative du Nouveau-Brunswick où il représente le comté de Gloucester. En tant que catholique, il s'oppose à la Loi des écoles communes (Common School Act) et prend la défense des Acadiens lors de l'affaire Louis Mailloux en 1875.
Il abandonne la politique provinciale en 1878 mais se lance au fédéral en étant élu à la Chambre des communes, en représentant à nouveau le comté de Gloucester, lors de l'élection fédérale de 1882 sous la bannière libérale. Il est réélu aux élections de 1887 et 1891.
Il est nommé au Sénat le 21 mars 1893 et y siège en tant que représentant du Nouveau-Brunswick jusqu'à sa mort, intervenue le 23 juin 1895 à Bathurst, des suites d'une pneumonie.